# Pär-Erik Back
Pär-Erik Back, född 20 september 1920 i Kristdala församling, Kalmar län, död 28 november 1988 i Ålidhems församling, Västerbottens län, var en svensk statsvetare. 
Back, som var son till verkmästare Oskar Back och Maria Rosén, avlade studentexamen i Malmö 1939, blev filosofie kandidat vid Lunds universitet 1947, filosofie licentiat 1951, filosofie doktor 1956 (disputerade 1955), docent i statskunskap i Lund 1955, universitetslektor där 1960, extra preceptor 1964 och var professor i statskunskap vid Umeå universitet från 1965. Han var huvudsekreterare Humanistisk-samhällsvetenskapliga forskningsrådet från 1977, ledamot där 1977–1980. Han invaldes som ledamot av Vetenskapssocieteten i Lund 1959, av Kungliga Skytteanska Samfundet 1968 och av Kungliga Vitterhetsakademien 1979.